# 傾眠
| ウィキペディアには「傾眠」という見出しの百科事典記事はありません（タイトルに「傾眠」を含むページの一覧/「傾眠」で始まるページの一覧）。 代わりにウィクショナリーのページ「傾眠」が役に立つかもしれません。 |